# Étienne-Joseph-Frédéric Tanoux
Étienne-Joseph-Frédéric Tanoux est un ecclésiastique français né le 22 octobre 1842 à Aubagne et mort le 22 novembre 1899 à Fort-de-France, évêque de Fort-de-France du 12 juin 1898 à sa mort.